# Flovsø
Flovsø er et maritimt udtryk.
Flovsøer opstår, når vinden pludselig flover (aftager). Skønt det er vinden, der skaber søen (bølgerne), har den også en dæmpende effekt på søen. Derfor opleves det, når vinden flover meget pludseligt, at søen rejser sig (bølgerne bliver højere), og at søen oven i købet kan blive diffus (bølgerne kan komme fra skiftende retning). Fænomenet optræder naturligvis kortvarigt, men erfarne søfolk har respekt for det. Må ikke forveksles med en skæv sø.